# Gonepteryx farinosa
Gonepteryx farinosa är en fjärilsart som först beskrevs av Philipp Christoph Zeller 1847.  Gonepteryx farinosa ingår i släktet Gonepteryx och familjen vitfjärilar.
Artens utbredningsområde är Turkiet. Inga underarter finns listade i Catalogue of Life.